# Всеобщее начальное образование
Всеобщее начальное образование — одна из фундаментальных педагогических идей, привлекавших внимание мыслителей и теоретиков образования. Второй целью в области развития, сформулированной в Декларации тысячелетия ООН, является обеспечение всеобщего начального образования, а именно, «обеспечить, чтобы к 2015 году, у детей во всем мире как у мальчиков, так у девочек, была возможность получать в полном объёме начальное школьное образование». В настоящий момент, более 100 миллионов детей по всему миру, достигших школьного возраста, не посещают школу. Большинство из них живут в регионе субсахарской Африки и Южной Азии. Девочки при этом наиболее подвержены дискриминации в получении доступа к образованию по достижении школьного возраста. Со времени ратификации «Целей развития тысячелетия» был достигнут большой прогресс. Так, Китай, Чили, Куба, Сингапур и Шри-Ланка представляют собой пример развивающихся стран, успешно завершивших кампанию по обеспечению всеобщего начального образования. Таким удачным примерам могут последовать многие страны, находящихся в бедственном положении. Так, постепенно всё больше и больше стран присоединятся к списку тех, кто успешно достиг цели в обеспечении всеобщего начального образования.

## Доступность и посещаемость
Доступность образования и посещаемость школьных учреждений являются факторами, которые определяют прогресс школьного образования среди детей. Посещаемость образовательных учреждений способствует эффективности учебного процесса: отсутствие доступа к образованию может быть чрезвычайно губительно.
В исследовании, проведённом для оценки связи между посещением образовательных учреждений и эффективностью учебного процесса, исследователи обнаружили, что посещаемость менее 100 % занятий ведёт к снижению эффективности учебного процесса (Кон). Когда у детей есть возможность посещать школы, вероятнее всего, что они получат образование, и, впоследствии, у них будет стабильное в финансовом отношении будущее. «Доход тех, кто не окончил среднего образования, самый низкий — около $19,000 в год на период 1999 г. Это всего лишь на $2,000 превышает уровень бедности для семьи из четырёх человек. Выпускники средних школ без специального образования зарабатывают в среднем $26,000 в год» (Хайер). Образование — это инвестиции в будущее, и есть доказательство того, что нерегулярное посещение школы снижает эффективность учебного процесса, а, впоследствии, и шансы детей на успешное будущее. Существуют множество причин труднодоступности образования и непосещаемости школьных учреждений, но основные из них — это месторасположение, половое неравенство и стоимость обучения.

## Причины труднодоступности и непосещаемости

### Месторасположение (климат)
Месторасположение негативно отражается на получении доступа детей к начальному образованию. В определённых регионах мира детям особенно трудно посещать школу. Например, в высокогорных районах Индии плохие погодные условия, длящиеся на протяжении семи месяцев, являются причиной нерегулярного посещения школьных учреждений и того, что дети вынуждены оставаться дома (Постиглиони).
В таких удалённых регионах недостаточное финансирование школ приводит к снижению показателей посещаемости, создавая при этом нежелательные и ненадёжные условия учебного процесса. В 1996 году Главное бюджетно-контрольное управление (ГБКУ) сообщило, что плохие условия существовали во многих районах сельской местности. Так, одна из двух сельских школ имела, по крайней мере, один недостаток в структуре учебного процесса или в транспортной системе (Лоуренс). В одной местности, проблемой редкой посещаемости школы являлось небольшое количество жителей, в другой местности, наоборот, большой прирост населения.
Благодаря росту населения, многие городские школы расширили свои границы, создав более усложнённую транспортную систему. «В течение более 50 лет США сменило небольшие соседские школы на более крупные в менее населенных районах. Процент детей, добирающихся до школы пешком или на велосипеде, значительно снизился за этот период» (Шлоссберг). Есть основания считать, что удалённость школы влияет на её посещаемость, или вообще её отсутствие. В исследовании, проведённом для установления связи между месторасположением (удалённости) и посещаемости школьных учреждений в Мали, жители около половины деревень сообщили, что школа слишком далеко расположена для её посещения (Бердсолл).
Всё ещё обсуждается вопрос, доступны ли более начальные школы в сельской местности, чем в городской, так как различные ситуации рассматриваются в зависимости от географического положения. В исследовании, проведённом для изучения связи между месторасположением и посещаемости школьных учреждений в Аргентине и Панаме, исследователи выяснили, что проживание в городе позитивно сказывается на посещаемости образовательного учреждения (Де Во), но исследование, проведённое в школе штата Луизиана, вывело, что школы с самым низким процентом посещаемости расположены в столичных районах (Муни).
Необходимо более детальное изучение, чтобы определить особое влияние географического положения на посещаемость. Однако, не важно, где ты живёшь, так как есть основания считать, что в любом случае месторасположение влияет доступность образования и посещаемость школьных учреждений.

### Половое неравенство
Половое неравенство также негативно сказывается на получении доступа к образованию и посещаемости школьных учреждений. Хотя сегодня, возможно, данная проблема не так очевидна, однако половое неравенство в получении образования являлось в течение долгого периода времени спорным вопросом. Многие инвестиции в 1900-х гг., предназначенные на улучшение женского образования, были направлены на устранение половой дискриминации при получении начального образования в развивающихся странах (Доуд).
На сегодняшний момент в получении образования существует половое неравенство. В 25 странах процент мальчиков, зачисленных в среднюю школу, выше, чем процент девочек, на 10 % или выше, а в пяти государствах: Индия, Непал, Того, Турция и Йемен процентная разница превышает 20 %. Наибольшая дискриминация наблюдается в Южной Азии, где в школы зачислены 52 % мальчиков и всего лишь 33 % девочек; процентная разница составляет 10 %. Низкое зачисление в школы и для мальчиков, и для девочек в субсахарской Африке с процентными показателями всего лишь 27 % и 22 %. Показатель зачисления девочек соответственно ниже (Дуглас). Всеобще известно, что девочки чаще подвержены дискриминации в получении начального образовании, особенно в менее развитых странах по религиозным и культурным причинам, однако, существует не так много доказательств, подтверждающих это. Тем не менее, есть основания считать, что половое неравенство в получении образования существует в действительности. Сегодня около 78 % девочек бросают школу, по сравнению с 48 % мальчиками (Дуглас). Половое неравенство среди детей продолжает влиять на доступность образования и посещаемость школьных учреждений.

### Стоимость обучения
Стоимость обучения является одной из причин труднодоступности начального образования и непосещаемости школьных учреждений. Например, примерно 121 миллионов детей, достигших школьного возраста, предпочитают работать на поле или дома, чем посещать школу (ЮНИСЕФ). Для многих семей, проживающих в развивающихся странах, экономические льготы на начальное образование недостаточны, чтобы компенсировать цену возможности посещения образовательного учреждения.
Несмотря на то, что цена возможности посещения школьного учреждения определяется образовательными структурами, оплата за обучение может быть слишком высока, особенно для семей с небольшим достатком. В сельских районах Китая каждая семья выделяет треть своего дохода на обучение своего ребёнка. Иногда стоимость обучение настолько высока, что семья не в состоянии оплачивать обучение своим детям, хотя по данным статистики ситуация обстоит иначе. «В Китае 108.1 миллионов детей посещают начальные школы, при этом выбывшие составляют не более 1 %. Однако, эксперты ставят под сомнение эти данные, так как процент выбывших в сельской местности гораздо выше» (Певерли).
Хотя связь между оплатой за обучение и посещением школьных учреждений всё ещё достаточно не очевидна (Певерли), существует доказательство того, что стоимость обучения является фактором, влияющим на получение доступа детей к начальному образованию и посещаемость образовательных учреждений.

### Язык обучения
В развивающихся странах по всему миру образовательный контекст характеризуется условиями не одноязычной среды, а скорее многоязычной. Чаще всего дети зачисляются в начальные школы, где язык обучения (ЯО) является не родным языком, а государственным, или доминирующим в обществе. Исследования по всему миру свидетельствуют о важности ЯО при получении детьми образования. Согласно данным Мехротры (1988 г.) «В среде, где родители неграмотны…, если язык обучения не тот, на котором говорят дома, проблемы в обучении в условиях, характеризующиеся бедностью, трудноразрешимы, и шансы исключения из школы соответственно увеличиваются. В данном контексте очевидны условия успеха в учёбе: родной язык использовался в качестве языка обучения на начальном уровне во всех классах. …Наиболее подробное исследование показывает, что ученики учатся читать быстрее, если их обучают на их родном языке. Во-вторых, ученики, которые учились читать на своем родном языке, учатся читать на втором языке быстрее, чем те, которые первоначально обучались читать на втором языке. В-третьих, с точки зрения успеваемости в учёбе, учащиеся, которых обучали читать на их родном языке, намного быстрее все схватывают».

### Образование и всемирная охрана здоровья
Образование является ключевым фактором в разрешении проблемы бедности. Образование даёт больше возможностей найти работу, повышает уровень дохода и улучшает условия охраны материнства и детства.
В районах, где в получении доступа к образованию, посещаемости школьных учреждений и качестве образования виден прогресс, там же происходят сдвиги в ограничении распространения ВИЧ/СПИДа и улучшении условий, благоприятных для здоровья всего общества. Фактически, дети, имеющие образованных матерей, с вероятностью 50 %, переживут критическую возрастную отметку в пять лет. Образование улучшает не только здоровье отдельного человека и всей семьи, но и здоровье всего общества. В странах с прочной образовательной системой уровень преступности ниже, экономический рост выше и лучше действует система социального обеспечения.

### Программы школьного питания
«В мире около 300 миллионов постоянно голодающих детей. Из них сто миллионов не посещают школу, и две трети из этого количества — девочки. Формула решения проблемы школьного питания Всемирной продовольственной программы проста: еда привлечет детей в школу. Образование расширяет свои границы, помогая вывести семьи из бедности».
Единственный успешный способ привлечь детей регулярно посещать школьные учреждения — это программы школьного питания. Многие различные организации финансируют программы школьного питания, среди которых Всемирная продовольственная программа и Всемирный Банк. Идея программы школьного питания заключается в том, чтобы в школах предусматривалось питание детей, в надежде, что это привлечёт их регулярно посещать школу. Программы школьного питания имели огромный успех, так как возрос не только процент посещаемости, но и в областях, где еда является дефицитом, а недоедание широко распространено, еда, которую получают в школе дети, стала важным «источником» получения продовольствия. Школьное питание привело к большей концентрации у детей внимания на занятиях и улучшению их поведения в школе. Ещё одно преимущество программ школьного питания — это возможность взять порцию еды домой. По экономическим причинам, необходимости заботиться о пожилых родственниках или одном из члене семьи, страдающим ВИЧ, или из-за культурных традиций, согласно которым родитель не должен посылать своего ребёнка (в особенности девочку) учиться, возможность брать домой порцию еды является стимулом отправлять детей в школу, а не на работу.

## Предпринятые на сегодня меры

### Глобальная Кампания за образование (ГКО)
Организация рассматривает образование как основное право человека. Она побуждает людей и общественные группы оказать публичное давление на правительства и международное сообщество, чтобы гарантировать всем детям бесплатное, обязательное государственное образование. Это объединяет вместе крупные Неправительственные организации и Союзы педагогов в более 120 странах для совместной работы над осуществлением проекта по обеспечению всеобщего начального образования.

### Проект «Право на образование»
Проект «Право на образование» направлен на мобилизацию общества и понимание правовой ответственности, фокусируя внимание на задачи, связанные с правом на образование. Чтобы гарантировать актуальность и совместную деятельность активистов и представителей образования, данный проект проводит сравнительное исследование, чтобы повысить понимание к проблеме права на образование.

### ЮНИСЕФ
ЮНИСЕФ (Фонд ООН помощи детям) считает, что, рассматривая образование как основное право человека, необходимо обращать внимание на вопрос дискриминации в нашем обществе, в частности на половое неравенство. Для помощи детям, наиболее подверженным дискриминации, фонд использует инновационные программы и инициативы. Сотрудничая с местными, национальными и международными партнёрами, ЮНИСЕФ способствует реализации 2-й цели Декларации тысячелетия за срок к 2015 году.

### Международная организация «Оксфам»
Организация — конфедерация 12 организаций, занимающихся борьбой с бедностью и связанной с ней несправедливостью во всем мире. «Оксфам» работает с простыми гражданами стран всего мира, чтобы гарантировать всем людям доступ к основным правам человека, в том числе и к образовании.

### Фонд помощи детям
Организация рассматривает образование как способ избежать людям бедности. Члены организации проводят кампанию под названием «Перепиши будущее», чтобы побудить американских граждан, имеющих власть и материальный достаток, выступить против несправедливости в образовательных системах по всему миру. Фонд помощи детям работает также над образовательными программами в 30 странах по всему миру.

### Корпус мира
У правительственной организации США есть добровольцы в 75 странах. Многие из этих добровольцев работают учителями в сельской местности или работают над улучшением условий доступа к образованию в районах, где они проживают.

### Организация Объединённых Наций по вопросам образования, науки и культуры (ЮНЕСКО)
ЮНЕСКО работает над улучшением доступа к образованию посредством проектов, рекомендаций, развития институциональных структур и установления необходимых контактов. Программа ЮНЕСКО «Кампания по обеспечению всеобщего образования к 2015 году» — движущая сила всей работы ЮНЕСКО в области образования на данный момент.

### Всемирный Банк
Организация представляет финансовую и техническую помощь развивающимся странам. Ссуды и гранты Всемирного Банка являются основной частью финансирования образовательных проектов по всему миру, не ограничиваясь лишь программами школьного питания.

### Всемирная Продовольственная Программа
Организация обеспечивает продовольствием районы, наиболее нуждающиеся в нём, а также является одним из главных спонсоров программ школьного питания.

### Продовольственная и сельскохозяйственная организация ООН
Организация проводит кампанию под названием «Образование для сельских жителей», благодаря которой они гарантируют доступ сельским жителям к образованию, и рассматривают её как ключ к снижению бедности, обеспечению продовольствием и стабильному развитию.

### Всемирная Организация Здравоохранения (ВОЗ)
Организация является сосредоточием организаций, занимающихся вопросом дефицита витаминов и минералов. ВОЗ сотрудничает с другими международными организациями для проведения программ школьного питания.

## Программы, проводимые в США

### Обучение для американцев
Программа «Обучение для американцев» проводится для решения дискриминации в американской образовательной системе, направляя в школы на двухлетний период под руководством отделов кадров высококвалифицированных выпускников колледжей, в попытке сделать их сторонниками образовательной реформы в США.

### Наше образование
Программа представляет собой кампанию по предоставлению молодёжи США возможности встать и высказаться против неравенства в образовательной системе США и потребовать изменений посредством активной политической деятельности.

### Совместный прорыв
Организация оказывает поддержку учащимся средних школ с большим потенциалом, но из семей с небольшим достатком, преуспевать в школе и в то же время учащимся колледжей даёт возможность сделать карьеру в области образования. Это шестинедельная летняя учебная программа, где «учащиеся обучают учащихся», проводится в более 30 штатах США.